# Kazimierz Krzos
Kazimierz Krzos (ur. 16 września 1931 w Spławiu, zm. 5 marca 2003 w Warszawie) – polski historyk, pułkownik Wojska Polskiego.
W 1956 ukończył studia I stopnia (zawodowe) z zakresu ekonomii politycznej w Wojskowej Akademii Polityczna im. Feliksa Dzierżyńskiego, w tym samym roku został przyjęty na studia historyczne na Uniwersytecie Warszawskim jako ekstern, pracę magisterską obronił w 1959. Był pracownikiem naukowym Wojskowego Instytutu Historycznego. Doktorat tamże. Był zastępcą komendanta Wojskowego Instytutu Historycznego na przełomie lat 60 i 70..

## Wybrane publikacje
- Millenium, Warszawa: Zarząd Propagandy Głównego Zarządu Politycznego WP 1965.
- Z księciem Józefem w Galicji w 1809 roku: Rząd Centralny obojga Galicji, Warszawa: Wydawnictwo Ministerstwa Obrony Narodowej 1967.
- Rola partii komunistycznych i robotniczych krajów Europy środkowej i wschodniej w walce wyzwoleńczej w latach 1939-1945: materiały sympozjum historyków wojskowych siedmiu państw socjalistycznych, Warszawa 25-27 XI 1969 r., red. nauk. Kazimierz Krzos, Warszawa: Wojskowy Instytut HIstoryczny 1970.